# Anna Bogucka
Anna Bogucka z domu Zaremba (ur. 12 lipca 1964 w Czyżewie-Osadzie) – polska nauczycielka, działaczka samorządowa i polityk, wójt gminy Czyżew-Osada (2006–2010), burmistrz Czyżewa (2011–2023), senator XI kadencji.

## Życiorys
Ukończyła szkołę podstawową w Ołdakach Polonii (1979) i liceum ogólnokształcące w Zambrowie (1983). W 1991 uzyskała magisterium z filologii rosyjskiej na Uniwersytecie Warszawskim. W 1995 została na tej uczelni absolwentką studiów licencjackich z filologii polskiej. Pracowała jako nauczycielka (uzyskała stopień nauczyciela dyplomowanego). W 1993 została dyrektorką Szkoły Podstawowej w Siennicy-Lipusach, a w 1996 dyrektorką Zespołu Szkół Ogólnokształcących i Zawodowych w Czyżewie.
W wyborach samorządowych w 2006 kandydowała na wójta gminy Czyżew-Osada; została wybrana na tę funkcję w pierwszej turze, wygrywając z Józefem Dmochowskim (z wynikiem 1830 głosów). 4 grudnia tego samego roku złożyła ślubowanie, rozpoczynając sprawowanie urzędu wójta. W wyborach samorządowych w 2010 była jedyną kandydatką na wójta, uzyskała reelekcję, otrzymując 1969 głosów. 1 stycznia 2011 Czyżew uzyskał prawa miejskie, a Anna Bogucka tym samym została burmistrzem gminy miejsko-wiejskiej. W 2014 utrzymała funkcję burmistrza na kolejną kadencję; zdobyła 2146 głosów (88,13%), wygrywając z jedynym kontrkandydatem. W wyborach w 2018 ponownie wybrano ją na to stanowisko burmistrzem; jako kandydatka PiS w pierwszej turze otrzymała 2561 głosów (91,14%), pokonując ponownie jednego konkurenta.
Dołączyła do Prawa i Sprawiedliwości. W wyborach parlamentarnych w 2023 była kandydatką PiS do Senatu w okręgu nr 61; uzyskała mandat senatora XI kadencji, zdobywając 46 935 głosów (46,94%).

## Życie prywatne
Córka Stanisława i Lucyny. Zamężna z politykiem Jackiem Boguckim. Zamieszkała w Siennicy-Lipusach.

## Odznaczenia i wyróżnienia
- Złoty Krzyż Zasługi (2020)[12]
- Srebrny Krzyż Zasługi (2015)[13]
- Brązowy Krzyż Zasługi (2006)[14]
- Odznaka Honorowa za Zasługi dla Samorządu Terytorialnego[3]
- Złoty Medal „Za Zasługi dla Pożarnictwa”[3]
- Brązowy Medal „Za zasługi dla obronności kraju”[3]
- Srebrna Odznaka „Zasłużony dla Ochrony Przeciwpożarowej”[15]
- Brązowa Odznaka „Zasłużony dla Ochrony Przeciwpożarowej” (2016)[16]
- Odznaka Honorowa „Zasłużony dla Rolnictwa”[3]
- Srebrna Odznaka „Zasłużony Działacz Kultury Fizycznej”[3]
- Złota Odznaka Honorowa „Za Zasługi dla Związku Sybiraków”[3]